# 히말라야원숭이
히말라야원숭이 (또는 붉은털원숭이, 레서스원숭이, 벵골원숭이)는 긴꼬리원숭이과에 속하며 학명은 Macaca mulatta(또는 Rhesus Macaque)이다.

## 설명
몸길이가 50-65cm이고 꼬리길이는 18-30cm이다. 몸무게는 4-10kg이며, 털은 흐릿한 노란색 또는 갈색이다. 땅 위와 나무 위에서 5-100마리씩 무리를 지어 살며 새싹·과일·곤충·나뭇잎·나무 뿌리·곡류, 작은동물을 먹으며 잡식성이다. 의학과 행동학 연구에 많이 이용되며 동물원에서도 매우 인기가 있다. 히말라야원숭이에 대한 연구로 거의 모든 사람의 적혈구에 있는 아르에이치(Rh) 항원을 발견했다. 남부와 동남아시아의 많은 지역에서 사는데 아프가니스탄에서 태국과 중국 남부까지 분포한다. 특히 인도에서는 대로에서도 흔히 발견될 정도로 많이 발견된다. 일본원숭이보다 몸집이 조금 더 작고 꼬리가 더 길다. 천적은 호랑이, 표범, 구름표범, 승냥이, 비단뱀이다.

## 사진

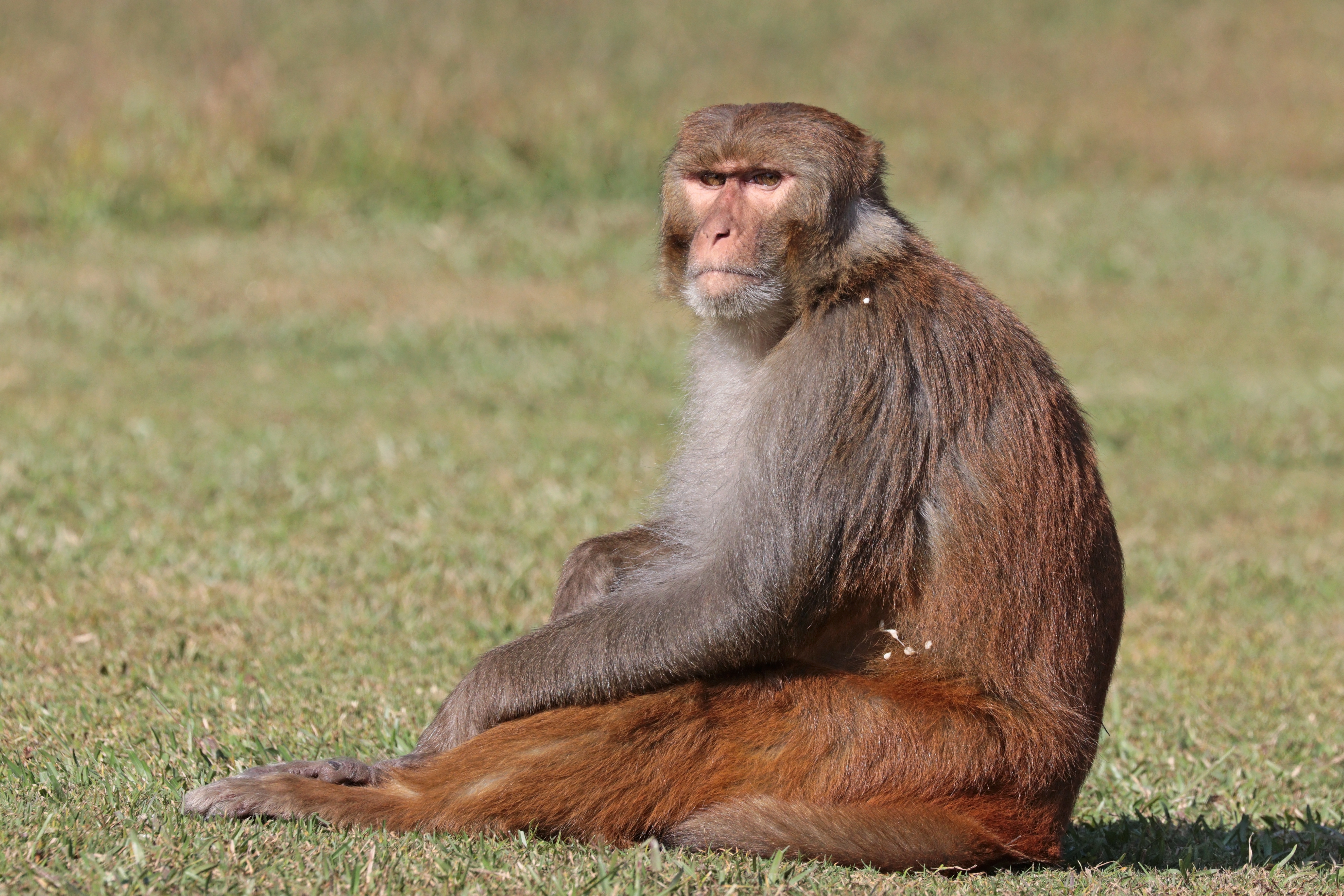
수컷
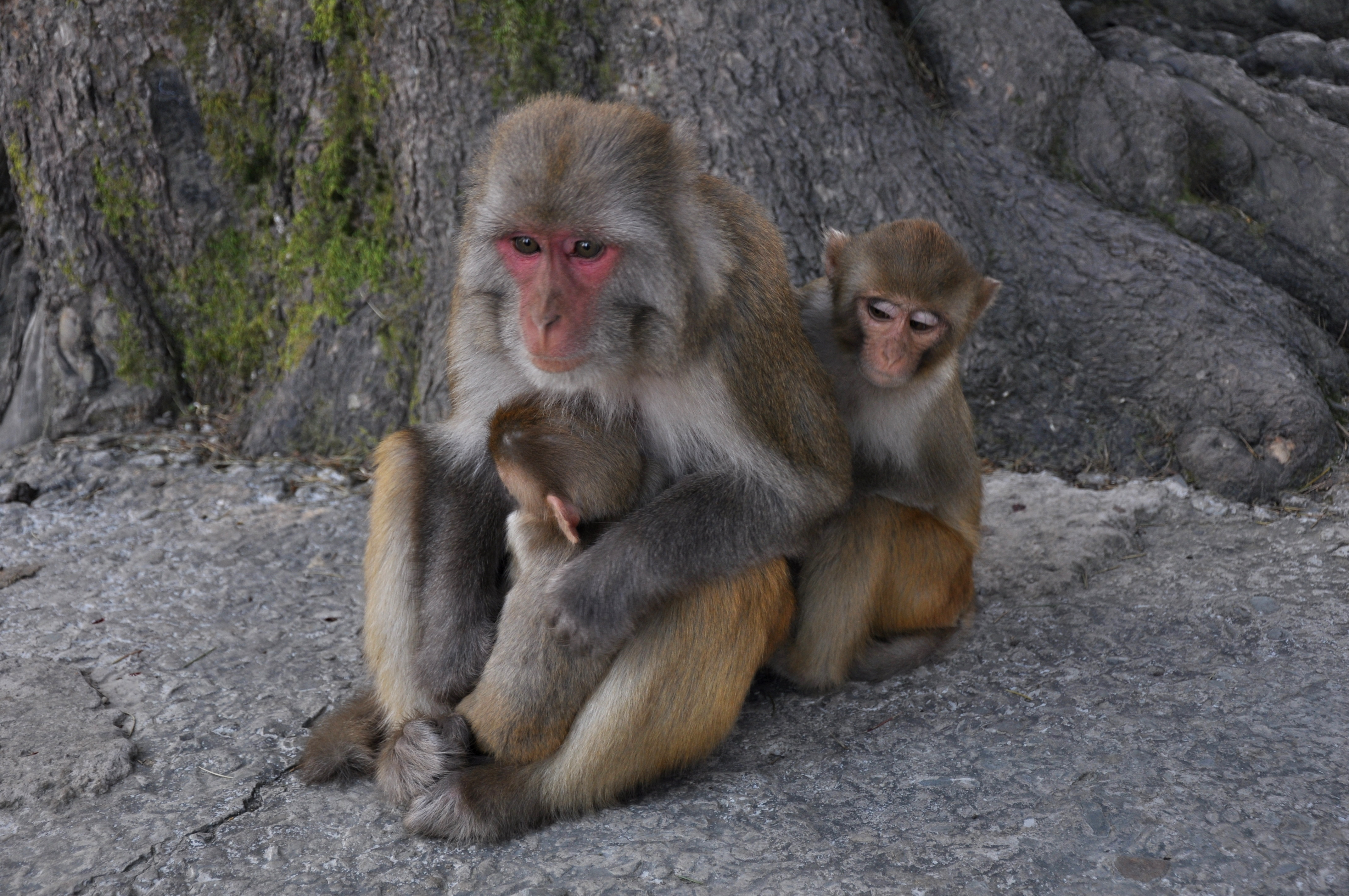
암컷과 아기들

## 분류
히말라야원숭이는 여러 종의 아종이 있다:
- Macaca mulatta mulatta
- Macaca mulatta villosa
- Macaca mulatta vestita
- Macaca mulatta lasiota
- Macaca mulatta sanctijohannis
- Macaca mulatta brevicauda